# Bistum Pult
Das Bistum Pult (lat. Dioecesis Pulatensis) war eine katholische Diözese auf dem Gebiet Albaniens. Sie wurde im 9. Jahrhundert begründet, war seit dem 11. Jahrhundert Suffraganbistum der Erzdiözese Bar und wurde dann im 19. Jahrhundert dem Erzbistum Shkodra unterstellt. Im Zuge der antireligiösen Unterdrückungspolitik der albanischen Kommunisten hörte es in den 1960er-Jahren praktisch auf zu existieren, wurde aber nach Aufhebung des Religionsverbots 1991 wiedererrichtet.
Das Gebiet des Bistums lag nordöstlich von Shkodra in den Albanischen Alpen. Es hatte einen Umfang 1.750 km² im Gebiet Dukagjin. Der Bischofssitz war im Dorf Xhan im Kir-Tal in der Region Pult. In den 1990er-Jahren zählte es 18 Pfarreien mit 30.640 Katholiken; das waren 74,7 % der auf seinem Gebiet lebenden Bevölkerung. Da es keine Diözesanpriester besaß, wurde die Seelsorge gänzlich durch acht Ordenspriester, unterstützt von einem Laienbruder und sieben Ordensschwestern, besorgt.
Das Bistum Pult wurde seit dem Tod Bischofs Robert Ashta OFM im Jahr 1998 vom Erzbistum Shkodra mitverwaltet und 2004 endgültig mit diesem vereinigt.

## Weblink
- Statistische Daten auf catholic-hierarchy.org